# Araraquara
Araraquara, amtlich portugiesisch Município de Araraquara, ist eine Großstadt in Brasilien. Sie befindet sich im Zentrum des Bundesstaates São Paulo und liegt etwa 270 km nordwestlich der Hauptstadt São Paulo. Auf einer Fläche von 1.003,625 km² leben nach der amtlichen Schätzung zum 1. Juli 2016 rund 229.000 Einwohner. Der Name der Stadt bedeutet in der Sprache der Ureinwohner: „Haus der Sonne“.

## Geschichte
Der Ort war zunächst ein Pfarrbezirk Freguesia de São Bento de Araraquara, der am 22. August 1817 gegründet wurde und Piracicaba unterstellt war. Am 6. Februar 1889 wurde der Ort ausgegliedert und zum selbstverwaltenden Munizip erhoben. Im 19. Jahrhundert war die gesamte Gegend stark landwirtschaftlich geprägt. Auf den für diese Zeit charakteristischen großen landwirtschaftlichen Anwesen wurde Zuckerrohr, Getreide, Baumwolle und ab Mitte des 19. Jahrhunderts Kaffee angebaut – heute vor allem Zuckerrohr.
Mit zunehmender Bedeutung des Eisenbahnverkehrs (Gründung der eigenen Gesellschaft Ferrovia EFA = Estrada de Ferro Araraquara) wurde auch die Reparatur und Wartung der Fahrzeuge wichtig, dazu wurde am Ort ein Bahnbetriebswerk errichtet.

## Verwaltung, Politik
Stadtpräfekt (Exekutive) ist seit der Kommunalwahl 2016 für die Amtszeit 2017 bis 2020 Edinho da Silva  von dem Partido dos Trabalhadores (PT), der bereits von 2001 bis 2008 Bürgermeister der Stadt war. Die Legislative liegt beim Stadtrat, der Câmara Municipal, der aus 18 Stadträten (vereadores) besteht. Präsident für die Amtszeit 2017 bis 2018 ist Jéferson Yashuda von dem Partido da Social Democracia Brasileira (PSDB).

## Wirtschaft und Bildung
Die Stadt ist Sitz mehrerer Fachbereiche der Universidade Estadual Paulista »Júlio de Mesquita Filho« (UNESP) – der staatlichen Universität São Paulos, die für 40.000 Studenten mit 33 Instituten an 23 Standorten (2008) über den Bundesstaat verstreut liegt – sowie weiterer privater Hochschulen.
Wirtschaftlich bedeutend ist die Firma Cutrale, die weltweit größte Herstellerin von Orangensaftkonzentrat, die ihren Hauptsitz in Araraquara hat. Einen weiteren wirtschaftlich bedeutenden Faktor stellt Lupo dar, ein großer Wäschehersteller in Brasilien mit eigenem Outlet-Store.
Überregionale Bedeutung haben auch die Messeausstellungshallen (Centro de Exposições e Eventos de Araraquara e Região) östlich des großen Fußballstadions.

## Geographie
Nachbarbezirke (Estrada Municipal – EM):
- im Westen Gavião Peixoto
- im Nordwesten Bueno de Andrade und Matão
- im Nordosten Américo Brasiliense
- im Süden Ribeirão Bonito
- und Água Azul

### Distrikte
Die Gemeinde ist in Distrikte unterteilt:
- Araraquara – Hauptdistrikt
- Bueno de Andrada
- Vila Xavier

## Wasserflächen
In der Nähe befindliche Flüsse:
- Rio Anhumas
- Rio Chibarro
- Rio Cabaceiras
- Rio Araraquara
- Ribeirão das Cruzes
- Rio Moji-Guaçu (im Einzugsbereich)
- Rio Jacaré-Guaçu (im Einzugsbereich)

## Klima
Das Klima ist tropisch, nach der Klassifikation Köppen-Geiger Aw.
|                   | Jan  | Feb  | Mär  | Apr  | Mai  | Jun  | Jul  | Aug  | Sep | Okt  | Nov  | Dez  |   |      |
| Temperatur (°C)   | 22,7 | 22,8 | 22,3 | 20,7 | 18,3 | 16,9 | 16,8 | 18,5 | 20  | 21,3 | 21,9 | 22,4 | Ø | 20,4 |
| Niederschlag (mm) | 237  | 209  | 160  | 55   | 44   | 36   | 24   | 22   | 51  | 128  | 158  | 228  | Σ | 1352 |

## Infrastruktur und Verkehr
Der Flughafen Araraquara südöstlich der Stadt hat den IATA-Flughafencode AQA und eine 1800 Meter langen Asphaltpiste. Im östlichen Stadtkernbereich findet sich der (Eisen-)Bahnhof (Ferroviário Estação de Araraquara) sowie nördlich davon im Anschluss ein Bahnbetriebswerk mit historischem Rundlokschuppen und am Südrand der Omnibusbahnhof (Rodoviário de Araraquara), nahe der Bundesschnellstraßenkreuzung von SP-310 und SP-255 sowie weiter östlich der westliche Endpunkt der SP-257.
Der innerörtliche ÖPNV wird durch Trolleybusse (CTA-Trólebus) und Paraty bewältigt mit dem zentralen Knoten Terminal de Integração.
Mehrere Krankenhäuser und Kliniken stellen die Gesundheitsversorgung der Stadt sicher.

## Kultur
Neben mehreren Kirchen (z. B. Igreja  Matriz de São Bento, Igreja Nossa Senhora das Graças und Igreja  Santa Cruz), verteilt über die ganze Stadt, gibt es neben dem städtischen Theater im Norden auch eine Theaterarena Prefeito Benedito de Oliveira, gelegen am südöstlichen Stadtrand. Ein historisches Museum, ein Stadtarchiv sowie zwei öffentliche Bibliotheken (Mário de Andrade und Monteiro Lobato) und ein Kulturzentrum gehören ebenfalls zum Stadtbild.
Für Erholung und Freizeit finden sich zahlreiche öffentliche Gärten, Parks und Spielplätze im Kernbereich sowie am Stadtrand.

## Sport
Heimat des populären Fußballvereins Associação Ferroviária de Esportes (AFE) – Spitzname: Lokomotive (und zugleich auch Maskottchen) – von Eisenbahnern am 12. April 1950 gegründet und seit 1951 im Besitz eines eigenen Stadions (Estádio Fonte Luminosa) für 18.453 Zuschauer, angegliedert ein Wettkampfschwimmbad. Unweit davon im Nordwesten steht die Sporthalle Gigontão.

## Religion
Das Christentum ist in der Stadt wie folgt vertreten:

### Römisch-katholische Kirche
Die katholische Kirche in der Gemeinde ist Teil der Bistum São Carlos.

### Protestantische Kirche
In der Stadt gibt es die unterschiedlichsten evangelischen Glaubensrichtungen, hauptsächlich Pfingstler, darunter die brasilianischen Assemblies of God (die größte evangelische Kirche des Landes), die Christliche Kongregationalistische Kirche in Brasilien, und andere.

## Persönlichkeiten
- Rubens Borba de Moraes (1899–1986), Bibliothekar, Hochschullehrer, Historiker
- Virgílio de Pauli (1923–1999), römisch-katholischer Geistlicher, Bischof von Campo Mourão
- Ignácio de Loyola Brandão (* 1936), Schriftsteller, Mitglied der Academia Brasileira de Letras
- Antônio de Oliveira Filho (* 1960), Fußballspieler
- Dorival Júnior (* 1962), Fußballtrainer und ehemaliger -spieler
- Valdir Benedito (* 1965), Fußballspieler
- Fernanda Venturini (* 1970), Volleyballspielerin
- Sílvio Antônio (* 1974), Fußballspieler
- Antônio Bezerra Brandão (* 1977), Fußballspieler
- Leandro Cesar de Sousa (* 1979), Fußballspieler
- José Tadeu Mouro Júnior (* 1986), Fußballspieler
- Kaio Pantaleão (* 1995), Fußballspieler